# 전고운
전고운(1985년 ~ )은 대한민국의 영화 감독이다. 영화 《소공녀》를 통해 대종상 신인감독상·청룡영화상 신인감독상·부일영화상 신인감독상을 수상했다.
경상북도 울진군에서 태어났다. 고향에서 조금 떨어진 포항에서 고등학교를 다니면서 여가 시간에 영화를 보며 영화 제작을 목표로 삼았다. 건국대학교 영화과를 나왔고, 한국예술종합학교에 입학했다가 제적되었다. 남편은 《범죄의 여왕》을 연출한 이요섭 감독이다. 이요섭 감독과 독립영화 전문 제작사 '광화문시네마'를 설립했다.

## 영화
- 2008년 영화 《내게 사랑은 너무 써》 ... 각본&감독&편집
- 2010년 영화 《여덟 번의 감정》 ... 연출부
- 2012년 영화 《배드신》 ... 각본&감독
- 2013년 영화 《1999, 면회》 ... 투자&각색&제작
- 2014년 영화 《족구왕》 ... 기획&제작&단역 - 학생들 역
- 2015년 영화 《돌연변이》 ... 각색
- 2016년 영화 《굿바이 싱글》 ... 각색&스크랩터
- 2016년 영화 《범죄의 여왕》 ... 각색&제작&단역 - 고시학원생 역
- 2018년 영화 《소공녀》 ... 각본&감독&제작
- 2018년 영화 《페르소나》 ... 각본&감독
- 2019년 영화 《한강에게》 ... 작가부부 역 (특별출연)
- 2019년 영화 《보희와 녹양》 ... 단역 - 산부인과 역

## 드라마
- 2023년 TVING 오리지널 드라마 《LTNS》 ... 공동각본&공동연출

## 도서
- 2022년 도서 《을들의 당나귀 귀 2 고루한 세계를 돌파하는 페미니스트들에게》 ... 집필
- 2022년 도서 《쓰고 싶다 쓰고 싶지 않다》 ... 공동집필